# 2,2-ジメチル-1-ブタノール
2,2-ジメチル-1-ブタノール(2,2-dimethyl-1-butanol)は、有機化合物の一つ。溶媒として用いられる。